# Список прапороносців Танзанії на Олімпійських іграх
Це список прапороносців Танзанії, які несли Національний прапор країни на церемоніях відкриття Олімпійських ігор.

## Список
| # | Олімпійські ігри    | Сезон | Прапороносець       | Вид спорту     |
| - | ------------------- | ----- | ------------------- | -------------- |
| 1 | Мюнхен 1972         | Літо  | Клавер Каманья      | Легка атлетика |
| 2 | Лос-Анджелес 1984   | Літо  | Майкл Нассоро       | Бокс           |
| 3 | Сеул 1988           | Літо  | Ікаджі Салум        | Легка атлетика |
| 4 | Атланта 1996        | Літо  | Ікаджі Салум        | Легка атлетика |
| 5 | Сідней 2000         | Літо  | Реститута Джозеф    | Легка атлетика |
| 6 | Афіни 2004          | Літо  | Реститута Джозеф    | Легка атлетика |
| 7 | Пекін 2008          | Літо  | Фабіано Наасі       | Легка атлетика |
| 8 | Лондон 2012         | Літо  | Закія Мрішо Мохамед | Легка атлетика |
| 9 | Ріо-де-Жанейро 2016 | Літо  | Ендрю Томас Млугу   | Дзюдо          |